# بخش مرکزی شهرستان گالیکش
بخش مرکزی شهرستان گالیکش یکی از بخشهای شهرستان گالیکش در استان گلستان است.

## تقسیمات کشوری
- بخش مرکزی شهرستان گالیکش
  - دهستان نیل کوه (مرکز دهستان: فارسیان)
  - دهستان ینقاق (مرکز دهستان: ینقاق)

شهرها: گالیکش

## جمعیت
بنابر سرشماری مرکز آمار ایران، جمعیت بخش گالیکش شهرستان مینودشت در سال ۱۳۸۵ برابر با ۵۸۰۳۹ نفر بوده‌است. این بخش در سال ۱۳۸۹ به شهرستان ارتقا یافت.